# Дю Руа, Иоганн Филипп
Иоганн Филипп Дю Руа (нем. Johann Philipp Du Roi; 2 июня 1741, Брауншвейг — 8 декабря 1785, Брауншвейг) — немецкий ботаник и врач, доктор медицинских наук.

## Биография
Иоганн Филипп Дю Руа родился в Брауншвейге 2 июня 1741 года. В 1764 году он получил степень доктора медицинских наук. В 1765 году Иоганн Филипп Дю Руа стал смотрителем плантации иностранных деревьев и кустарников в Schlosspark Harbke. Его научная работа Die Harbcke'sche wilde Baumzucht, teils nordamerikanischer und anderer fremder, teils einheimischer Bäume считается первым научным трактатом по дендрологии в Германии. Иоганн Филипп Дю Руа умер в Брауншвейге 8 декабря 1785 года.

## Научная деятельность
Иоганн Филипп Дю Руа специализировался на семенных растениях.

## Научные работы
- De paralysi gravissima femorum crurumque sanata (Dissertation). 1764.
- Observationes botanicae. 1771.
- Die Harbcke'sche wilde Baumzucht, teils nordamerikanischer und anderer fremder, teils einheimischer Bäume. 1771—1772.

## Почести
Род растений Duroia семейства Мареновые был назван в его честь.